# سد هیل
سد هیل (به لاتین: Hale Dam) یک سد در تانزانیا است که در Hale, Tanga Region واقع شده‌است.